# Strada Stelea Spătarul
Strada Stelea Spătarul este situată în centrul istoric al municipiului București, în sectorul 3.  

## Descriere
Strada este orientată aproximativ de la vest spre est și se desfășoară pe o lungime de 230 de metri între străzile Sfânta Vineri și Radu Calomfirescu.

## Legături externe
- Strada Stelea Spătarul pe hartă, www.openstreetmap.org
- Strada Stelea Spătarul pe Flickr.com
- Strada Stelea Spătarul pe Google maps - street view